# Anthony Obame
Anthony Obame Mylann (* 10. September 1988 in Libreville) ist ein gabunischer Taekwondoin, der im Schwergewicht aktiv ist.

## Sportlicher Werdegang
Obame bestritt seine ersten internationalen Titelkämpfe bei der Weltmeisterschaft 2011 in Gyeongju, wo er in der Klasse bis 87 Kilogramm mit zwei Siegen das Achtelfinale erreichen konnte. In der gleichen Gewichtsklasse gewann er bei den Panafrikanischen Spielen 2011 in Maputo die Goldmedaille und errang seine erste internationale Medaille.  Beim afrikanischen Olympiaqualifikationsturnier 2012 in Kairo gewann er im Schwergewicht über 80 Kilogramm  mit Siegen über Daba Modibo Keïta und Chika Chukwumerije einen Startplatz für die Olympischen Spiele 2012 in London. Dort stieß er bis ins Finale vor und unterlag Carlo Molfetta, mit 9:9 Punkten nach Verlängerung sowie nach Jury-Entscheidung. Damit gewann er die Silbermedaille und die erste olympische Medaille für sein Land überhaupt.
Während der Eröffnungsfeier der Olympischen Sommerspiele 2020 war er, gemeinsam mit der Schwimmerin Aya Mpali, der Fahnenträger seiner Nation.
Bei Weltmeisterschaften gewann er 2013 Gold sowie jeweils 2015 und 2017 die Bronzemedaille.